# Лилијан Гилбрет
Лилијан Гилбрет (енгл. Lillian Moller Gilbreth; Оукланд, 24. мај 1878 — Финикс, 1. фебруар 1972), једна је од првих жена са докторском дисертацијом, и то из области психологије менаџмента; међу првима је указала на значај људског фактора у менаџменту. Лилијан, која се сматра првим правим индустријским/организационим психологом, је са својим супругом, са којим је у браку била од 1904, а касније га надживела читавих 48 година, радила је на проучавању напора радника и студији покрета. Након Студије покрета (Motion Study, 1911. године), заједно су објавили још 2 књиге, Студију замора (Fatigue Study, 1916. године) и Примењену студију покрета (Applied Motion Study, 1917. године).

## Научни менаџмент
Истицала је да научни менаџмент мора да се фокусира на две ствари истовремено – анализу и синтезу. Помоћу анализе се радни задаци растављају на основне делове – елементе. Помоћу синтезе они се поново реконструишу тако да укључују само оне елементе који су неопходни за ефикасан рад.
Касније се окренула питањима унапређења индивидуалног благостања радника, са циљем да научни менаџмент помогне радницима да остваре свој максимални потенцијал као људска бића. После Френкове изненадне смрти, Лилијан је наставила његов, али и свој рад.
Године 1924. ишла је у Праг на Прву међународну конференцију о менаџменту. У периоду од 1935. до 1948. године предавала је на Универзитету Пердју, од 1941. до 1943. на Колеџу за инжењеринг у Њуарку (The Newark College of Engineering) и 1955. на Универзитету у Висконсину (University of Wisconsin-Madison).
Дуги низ година је носила репутацију „прва америчка дама менаџмента“.